# إيزابيل داتو (دوقة داتو الثانية)
إيزابيل داتو (بالإنجليزية: Isabel Dato)‏ (توفيت في 1937) هي دوقة إسبانية معروفة، والدها هو إدواردو داتو.